# ثابت خورشیدی

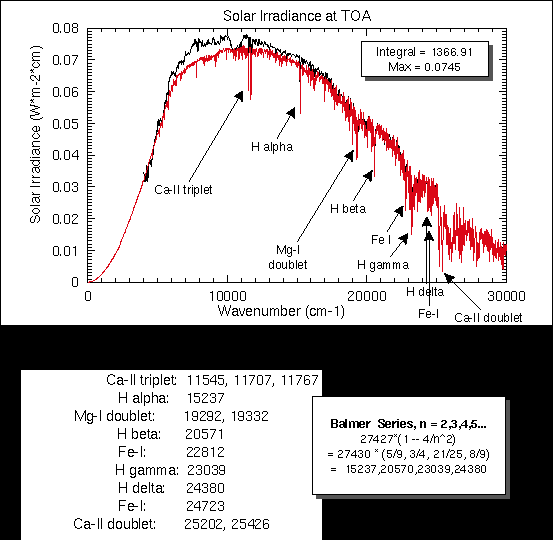

ثابت خورشیدی به هر مقدار از گرمای تشعشع خورشیدی گفته می‌شود که در یک سانتیمتر مربع یک سطح عمود روی مسیر پرتوها و در میانگین فاصله یک واحد نجومی از سطح خورشید دریافت می‌شود.